# Alexis Grimou
Alexis Grimou, né à Argenteuil le 24 mai 1678 et mort à Paris en mai 1733, est un peintre français, portraitiste à la cour de Louis XV.

## Biographie
Fils d'un menuisier d'Argenteuil, Alexis Grimou suit probablement son apprentissage auprès de Bon Boullogne à la fin des années 1690.
Il est l'élève de François de Troy dont il reprend les coloris éclatants, les tons chauds et la carnation ainsi que les frottis roux des fonds.
Dans ses œuvres de maturité, les procédés d’exécution changent peu, mais les ombres plus froides, les lumières moins teintées donnent aux coloris plus de finesse. De même, il travaille les clairs-obscurs en s'inspirant de l'approche de Rembrandt. Outre la lumière de ce dernier, Grimou appréciait aussi son approche « authentique » des sujets[réf. souhaitée].
En 1704, il épouse Marie-Gabrielle Petit, une nièce de Francesco Procopio dei Coltelli, fondateur du Café Procope qui était à Paris un lieu de rencontre pour les artistes et les intellectuels. Ce mariage semble avoir  constitué un facteur économique favorable, car un acte notarié découvert aux Archives nationales révèle que son épouse possédait en « île de France » (actuelle île Maurice) « la moitié d’une habitation au Port de Sue, les nègres, et autres effets mobiliers et immobiliers »[réf. souhaitée].
À noter que son beau-frère, Matthias François Petit, est l'intermédiaire qui fut chargé entre 1740 et 1753 d'acquérir des œuvres d’art à Paris pour la collection du roi de Prusse Frédéric II. Ainsi s'expliquerait, au moins en partie, le goût si prononcé du monarque pour l'art français du début du XVIIIe siècle et, plus précisément, pour la production des frères Boullogne et certains de leurs élèves.
Son nom apparaît dans les registres de l'Académie royale en 1700, mais il ne concourt pour aucune distinction, et verra sa réception annulée. Il avait été chargé de peindre des portraits du sculpteur Jean Raon et du peintre Antoine Coypel , mais il omet de les présenter et en 1709, l'agrément est annulé. En conséquence, il rejoint l'Académie de Saint-Luc,.
Grimou meurt en 1733, connu et apprécié, mais uniquement pour sa peinture, car il était, dit-on, un alcoolique doté d'un caractère jugé « bizarre et singulier ».

## Œuvre
Le portrait évolue au XVIIIe siècle, le sujet doit paraître plus naturel et c'est ce qui caractérise le travail de Grimou, dont la peinture accentue la personnalité du sujet. Les fonds peu colorés montrent encore la forte influence de la peinture du XVIIe siècle et des maîtres flamands, ses contemporains d'ailleurs le surnomment « le Rembrandt français » ce qui exagère quelque peu son talent et son importance[réf. souhaitée].

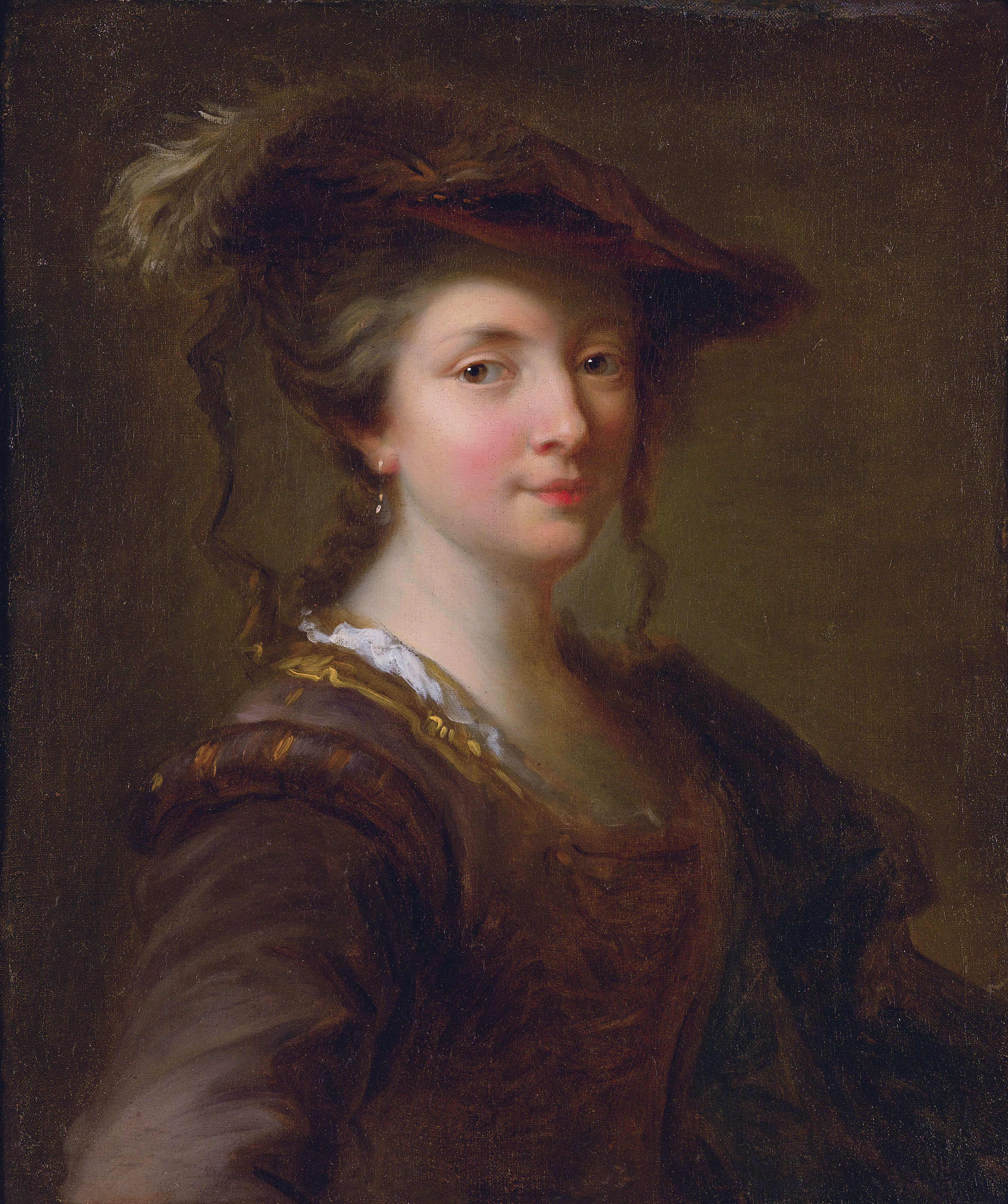
Dame, dite Louise Julie de Nesle,
Comtesse de Mailly
Collection privée.

- Jeune garçon tenant une grosse bulle de savon, probablement d'après Rembrandt, 1715-1720, huile sur toile, 46 × 33 cm, Collection privée, Vente Sotheby's 2005[5]
- Portrait de Jacques Domine, 1700-1720, huile sur toile, Musée des beaux-arts d'Orléans[6]

À partir de 1720 et jusqu'à sa mort, Grimou, maître de sa technique et de son art, réalise de nombreux portraits.
En 1724, il réalise un autoportrait sur lequel il se représente avec un verre dans une main et une bouteille dans l'autre. Un autre Buveur de cette même année donna lieu à des répliques ; ces seconds tableaux sont de mêmes dimensions et ne varient du premier modèle que par quelques détails de mise en scène ou de vêtements.
De nombreuses œuvres de Grimou sont conservées dans plusieurs musées français et européens, tels que les Jeune pèlerin et Jeune pèlerine datés de 1725 et conservés au Musée des Offices à Florence, qui ont été repris en 1729 (Pèlerin - Musée de Douai) et 1732 (Pèlerine - Musée de Bordeaux).
- Esquisse pour le Jeune flutiste dans un paysage, huile sur toile, 46 × 33 cm, Collection privée, Vente Sotheby's 2005[7];
- Jeune flutiste dans un paysage, 1716, huile sur toile, 112 × 90 cm, Collection privée, Galerie Segoura 1997[8] ;
- Jeune garçon en costume espagnol avec une flute, avant 1725, huile sur toile, 65 × 55 cm, Gemäldegalerie Alte Meister, Dresde[9] ;
- Page avec pipe rouge, avant 1725, huile sur toile, 67 × 57 cm, Musée Pouchkine, Moscou[10] ;

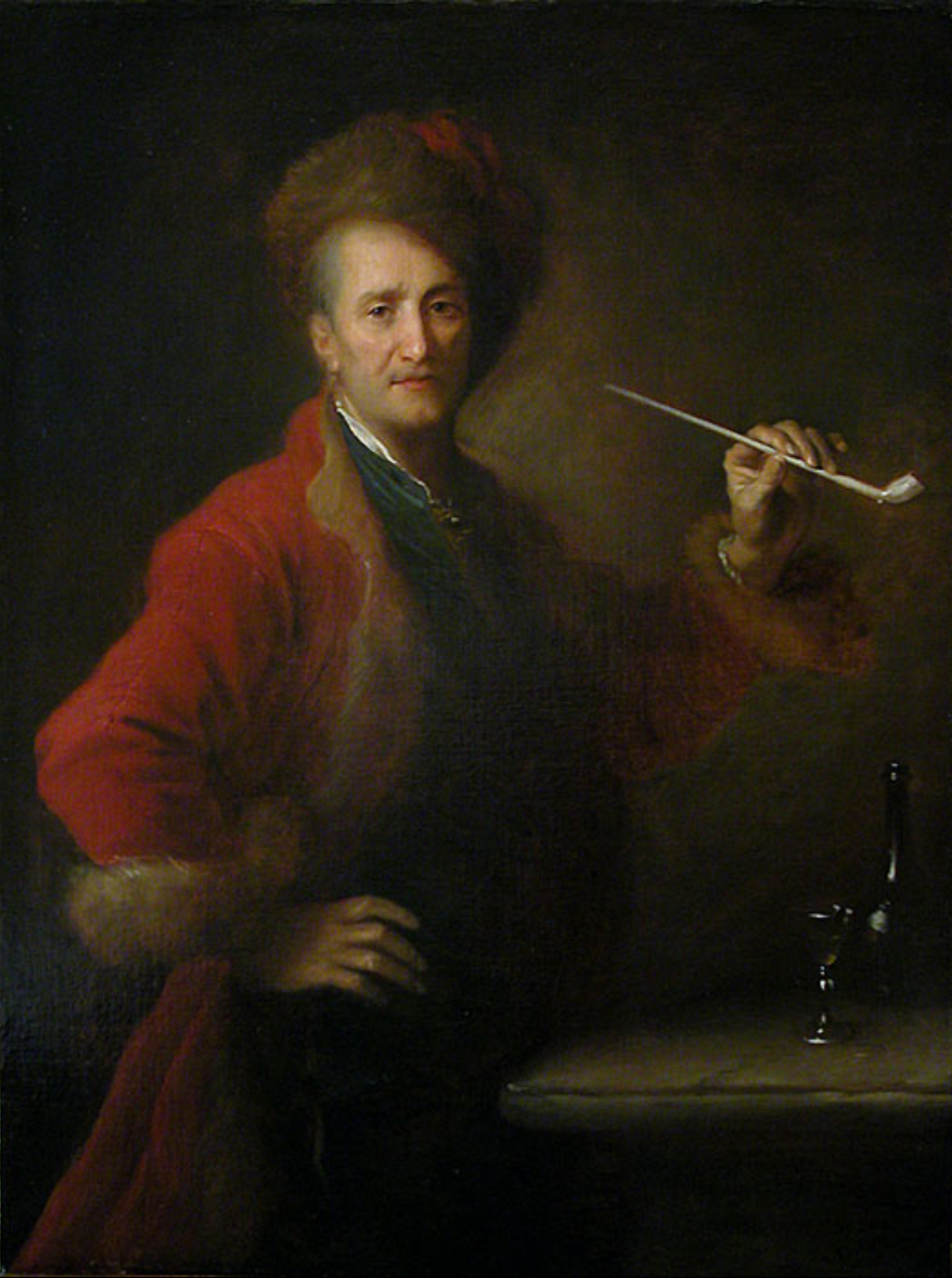
Homme en costume polonais, 1726
musée du Louvre.

- Le Marquis d’Artaguiette en buveur, 1720, Niort, musée Bernard-d'Agesci, provient du château de La Mothe Saint-Héray[11] ;
- Tête de jeune fille, 1720, huile sur toile, 55 × 46 cm, Amiens, musée de Picardie[12] ;
- Portrait de l'artiste en buveur, 1724, huile sur toile, 100 × 85 cm, Paris, musée du Louvre[13] ;
- Portrait d’homme en costume polonais, une pipe à la main, 1726, 130 × 96 cm, Paris, musée du Louvre[14] ;
- Madame Lebaif, née Tubœuf (?-1740), 1726, huile sur toile, 90 × 78 cm, musée national des châteaux de Versailles et de Trianon[15] ;
- Autoportrait en Bacchus, 1728, huile sur toile, 101 × 81 cm, Musée national Magnin, Dijon[16] ;
- Jeune pélerine, 1725-1726, huile sur toile, 82 × 64 cm, musée des Offices, Florence[17] ;
- Portrait d'une pélerine, 1729, huile sur toile, 97 × 85 cm, musée de la Chartreuse, Douai[18] ;
- Portrait d’un homme cuirassé, 1729, huile sur toile, 61 × 50 cm, musée des beaux-arts d'Orléans[19] ;
- Un Joyeux Buveur, 1729, huile sur toile, 100 × 85 cm, Paris, musée du Louvre[20] ;
- Jeune femme en costume espagnol (de théâtre ?), huile sur toile, 81 × 64 cm, vers 1730, Staatliche Kunsthalle Karlsruhe[21] ;
- Jeune femme en costume de scène, années 1730, huile sur toile, 74 × 59 cm, Musée de l'Ermitage, Saint-Petersbourg[22] ;
- Étude de jeune fille, huile sur toile, 59 × 72 cm, Musée des Augustins de Toulouse[23] ;
- Jeune homme en cuirasse, vers 1730, huile sur toile, 92 × 73 cm, Musée Fabre, Montpellier ;
- Autoportrait, vers 1730, huile sur toile, 149 × 48 cm, Musée des beaux-arts et d'archéologie de Besançon[24] ;

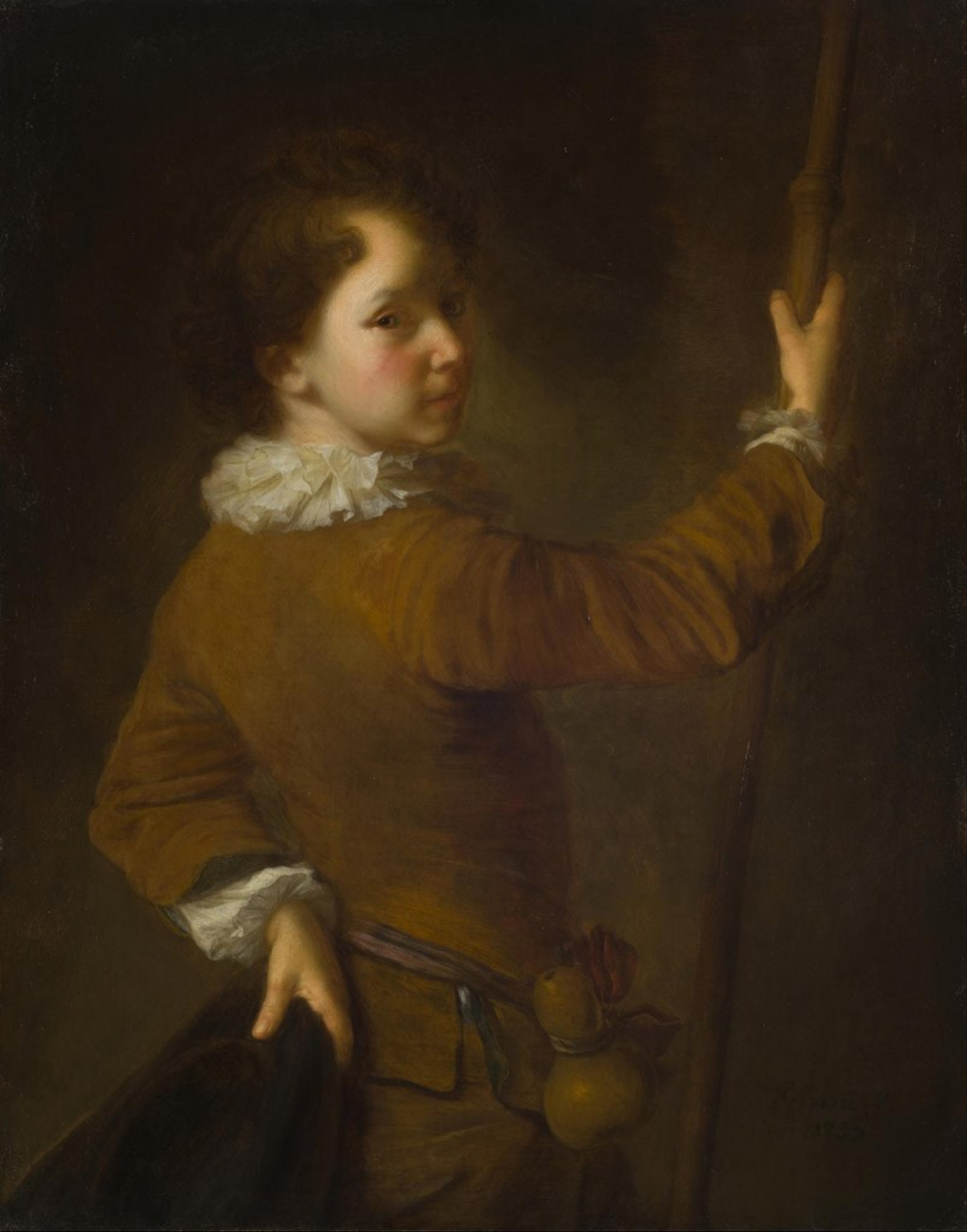
Jeune Pélerin, 1732
Musée des Beaux-Arts de Bordeaux.

- Autoportrait, 1730-1733, huile sur toile, 130 × 97 cm, Collection privée, Vente Dorotheum 2016[25] ;
- Autoportrait, 1730-1735, huile sur toile, 116 × 89 cm, Galerie nationale d'Écosse[26] ;
- Autoportrait, après 1732, huile sur toile, 116 × 89 cm, Collection privée, Vente I. Bailly-Pommery 2004[27] ;
- Jeune pèlerin, 1732, huile sur toile, 92 × 73 cm, Musée des Beaux-Arts de Bordeaux[28] ;
- Tête d’étude pour un Portrait de jeune homme au Musée Städel de Francfort, avant 1733, huile sur toile, 56 × 46 cm, musée des beaux-arts d'Orléans ;
- Portrait d’homme, 1733 huile sur toile, 81 × 65 cm, Musée des beaux-arts de Rouen[29] ;
- Portrait d'une femme à la collerette (hst) figure à la vente publique "suite à successions et divers dont collection Gabriel Faroult" à Rouen le 15/12/2019 (reprod. coul. dans "La Gazette Drouot" n) 42 du 6/12/2019, p. 213) ;

Dates non documentées :
- Liseuse, huile sur toile, 59 × 72 cm, musée des Augustins de Toulouse[30] ;
- Jeune homme en bonnet de fourrure, huile sur toile, 46 × 37 cm, Musée des beaux-arts de Tours[31] ;
- David venant de tuer Goliath, huile sur toile, 179 × 100 cm, Musée des beaux-arts et d'archéologie de Besançon[32] ;
- La Marquise de la Salle, huile sur toile, 73 × 58 cm, Auxerre, musée d'Art et d'Histoire[33] ;
- Joueur de vielle, château de Montreuil-Bellay[34] ;
- La Joueuse de guitare, huile sur toile, 92 × 73 cm, Musée des Beaux-Arts de Bordeaux[35] ;
- Personnage en costume militaire de fantaisie, huile sur toile, 59 × 49 cm, musée du Louvre, Paris[36] ;
- Portrait d’homme ; dit autrefois portrait de Le Kain, huile sur toile, 73 × 60 cm, hôtel Matignon Paris[37] ;
- Portrait présumé de l’acteur Lakain, huile sur toile, 78 × 61 cm, musée Condé, Chantilly[38] ;
- Portrait d'un homme en costume oriental (acteur Lakain ?), huile sur toile, 92 × 65 cm, Musée national de Varsovie[39] ;
- Un Capucin, huile sur toile, 91 × 73 cm, Musée des Beaux-Arts de Bordeaux[40] ;
- Portrait de l'artiste, musée Magnin, Dijon[41] ;
- Le Gros buveur, huile sur toile, 102 × 81 cm, Worcester Art Museum[42] ;
- Portrait d'homme, huile sur toile, 61 × 51 cm, Musée des Beaux-Arts de Mulhouse ;
- Portrait de Dame, dite Louise Julie de Nesle, Comtesse de Mailly, huile sur toile, 57 × 48 cm, Collection privée, vente Sotheby's 2011, Louise de Nesle, coll. privée ;
- Portrait de jeune homme, (anc. coll. Jacquet; ventes L. Lévy en 1917, vente E. en 1926, vente Myrian Eknayan (ex-époux de l'actrice lyonnaise Jacqueline Delubac) en 1931 ; vente à Lyon en février 1999) ;
- Portrait d'un jeune homme, huile sur toile, 78 × 64 cm, Musée Städel de Francfort[43] ;
- Portrait de femme, Musée de Tessé, Le Mans ;
- Tête de jeune homme ; Une tête de jeune homme en costume espagnol (Ancien titre), Musée de Grenoble[44] ;
- Le Buveur, huile sur toile, 81 x 71 cm, MNR, Musée du vin de Champagne et d'archéologie régionale, Épernay[45].

Portrait d'un buveur - Musée des Beaux-Arts d'Agen.
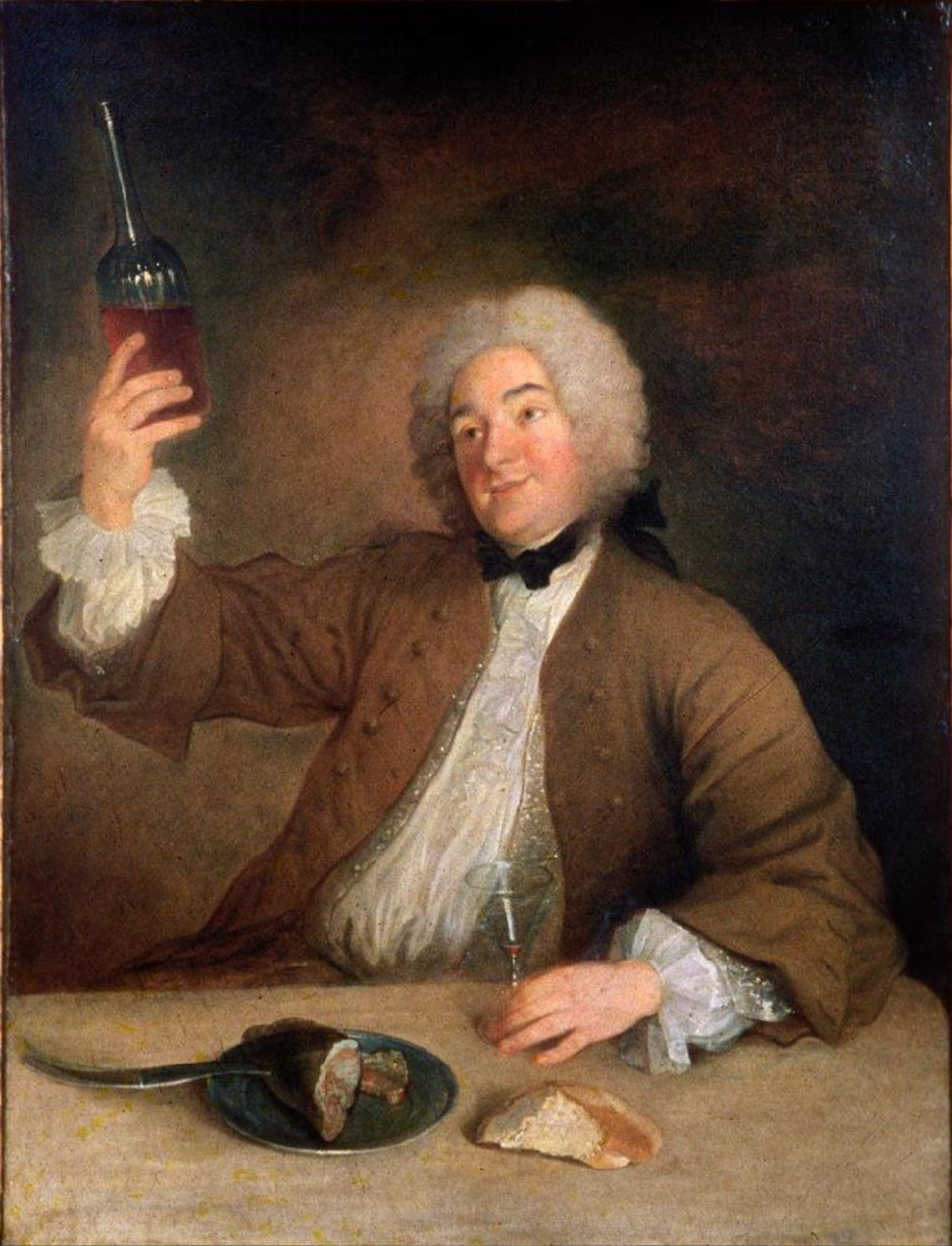
Le Marquis d’Artaguiette en buveur musée Bernard-d'Agesci.
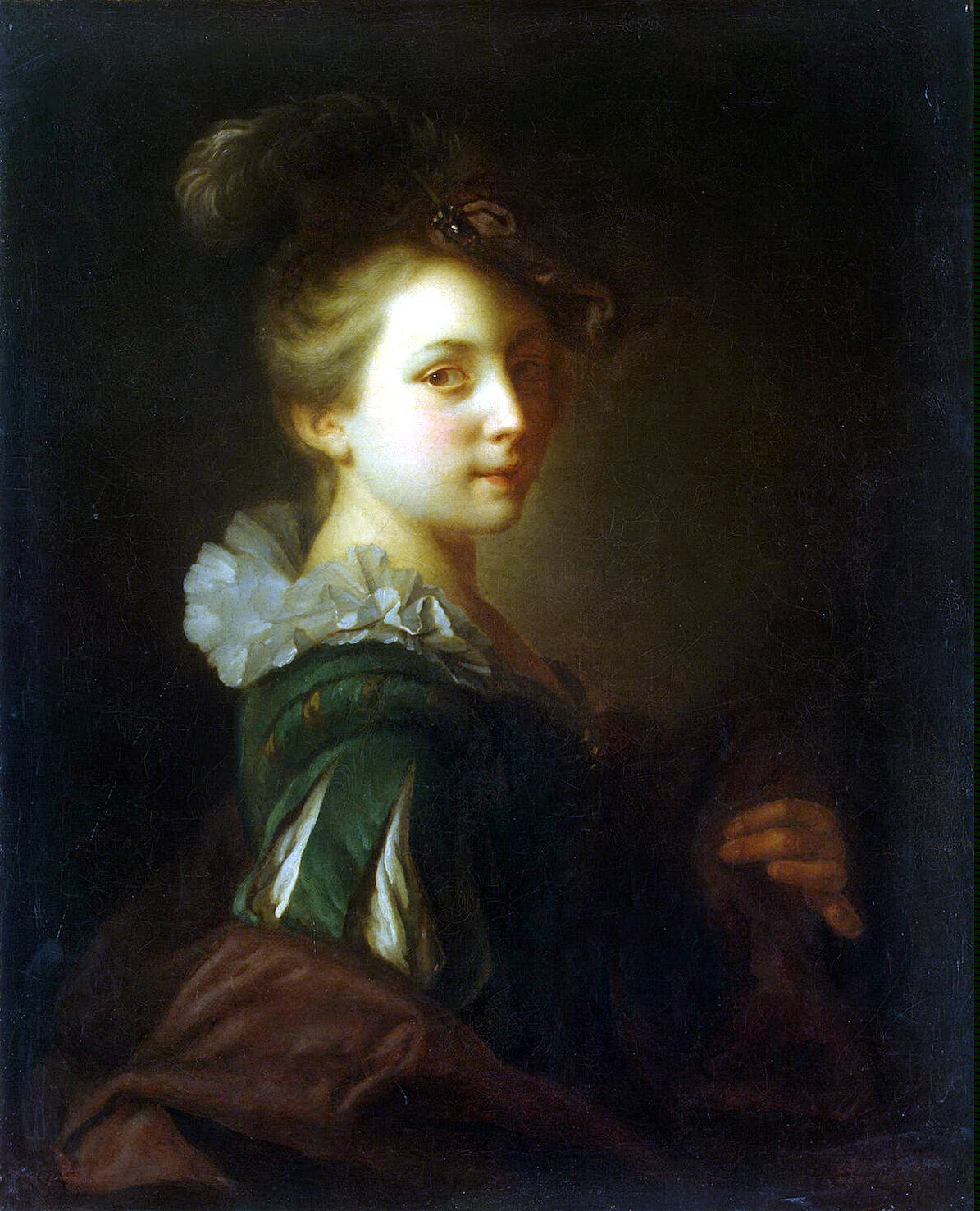
Jeune femme en costume de scène années 1730 musée de l'Ermitage.
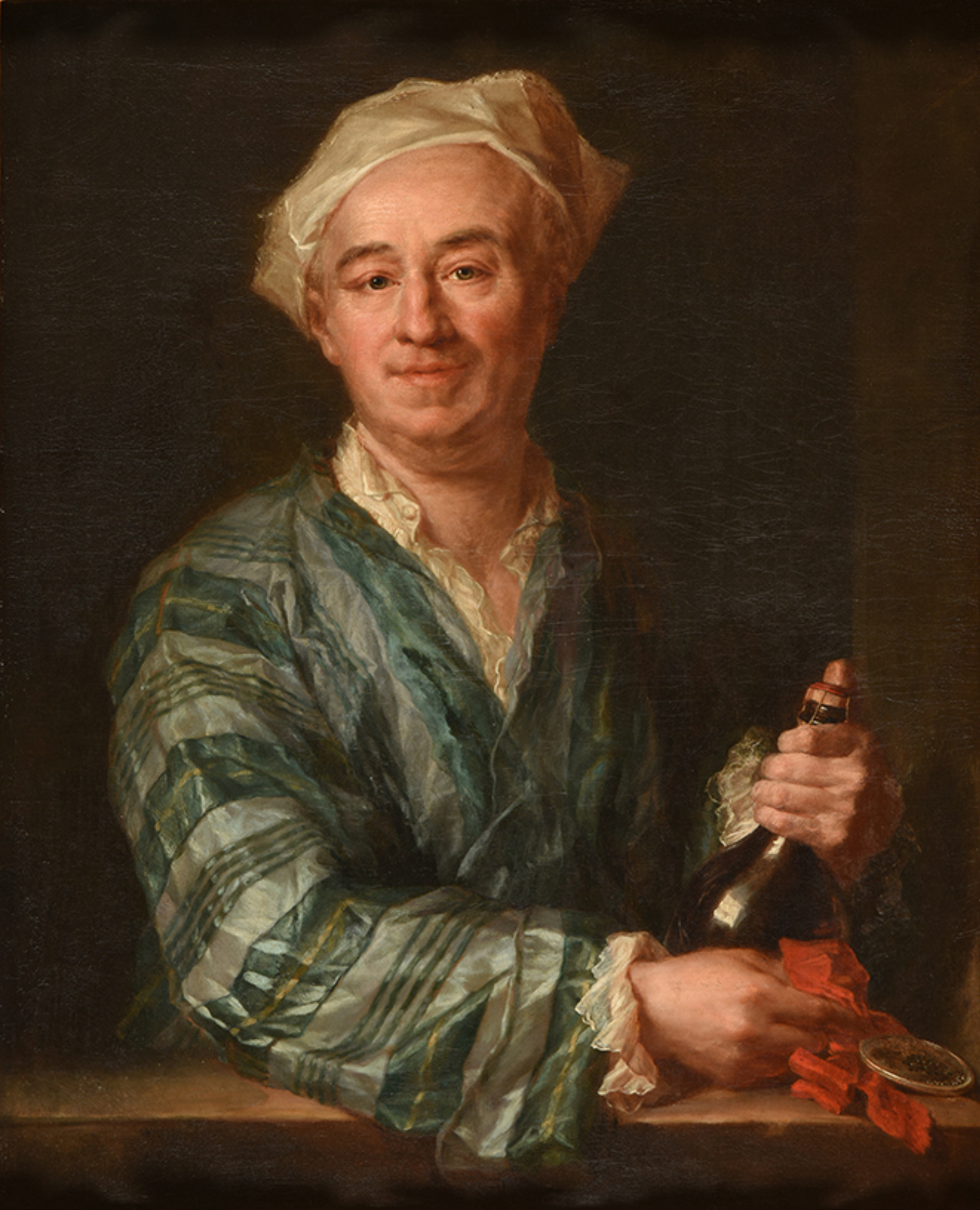
Le Buveur de champagne musée des beaux-arts de Reims.
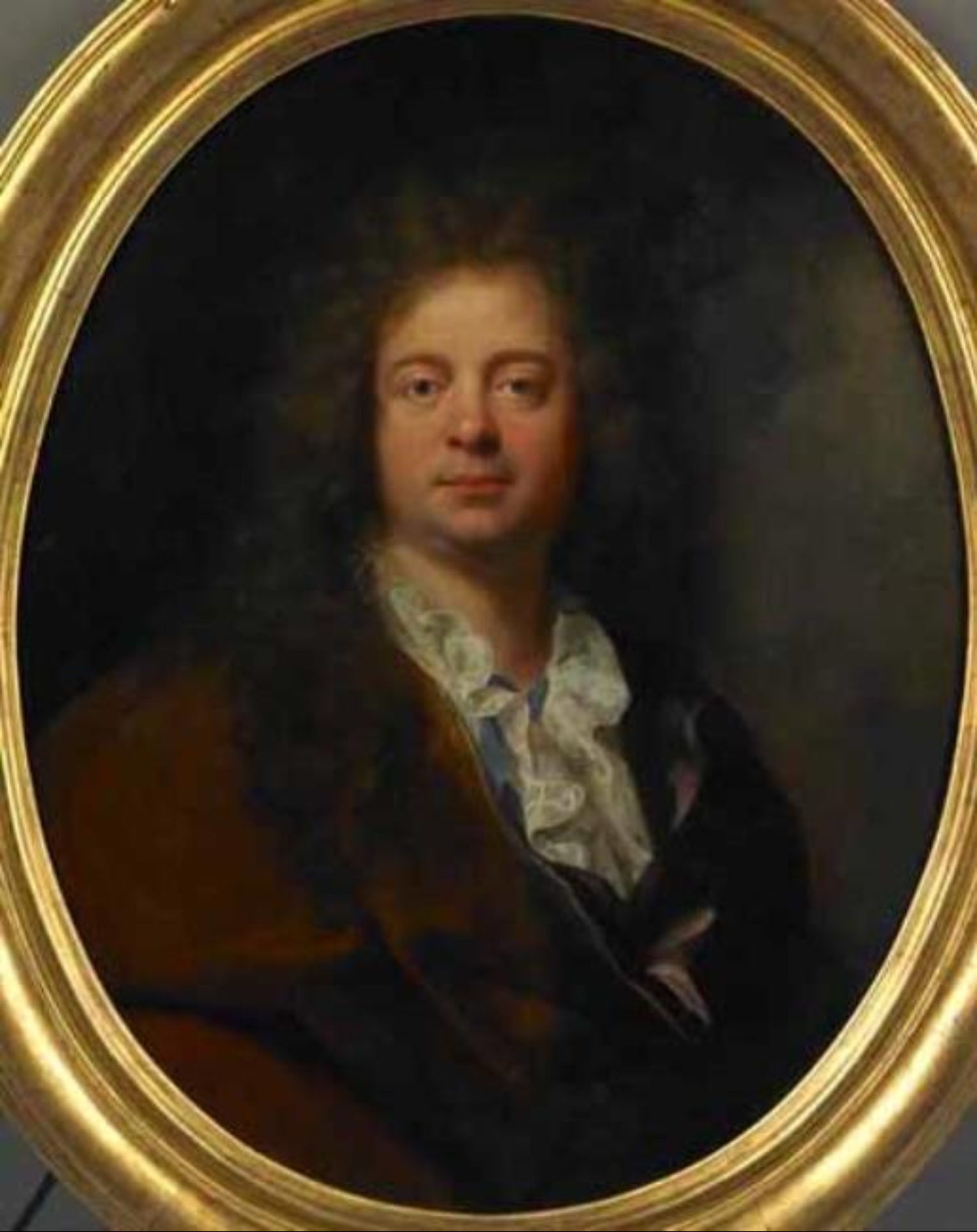
Homme Antoine Coypel ? Musée des beaux-arts de Rouen.
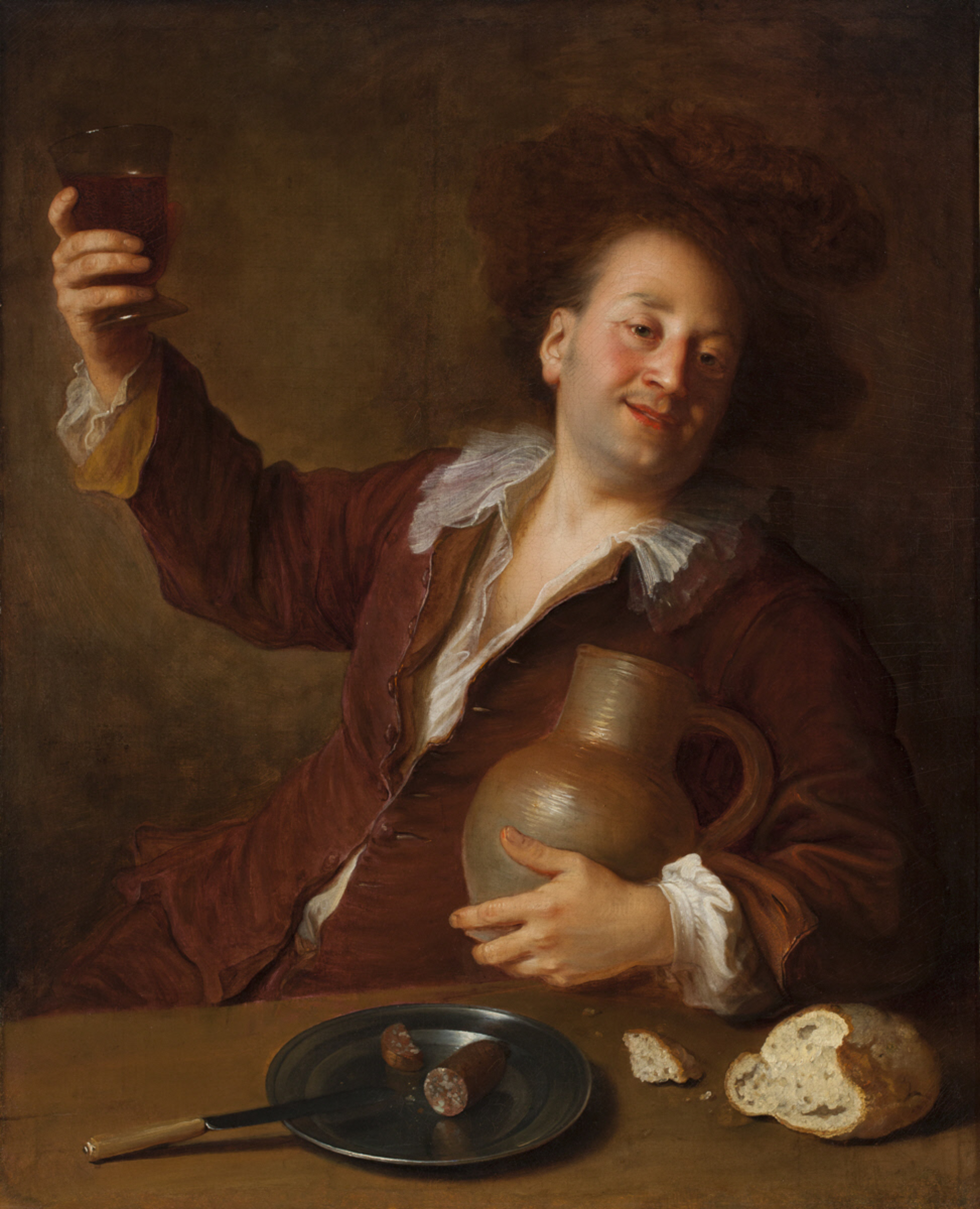
Le Gros buveur Worcester Art Museum, Massachusetts.
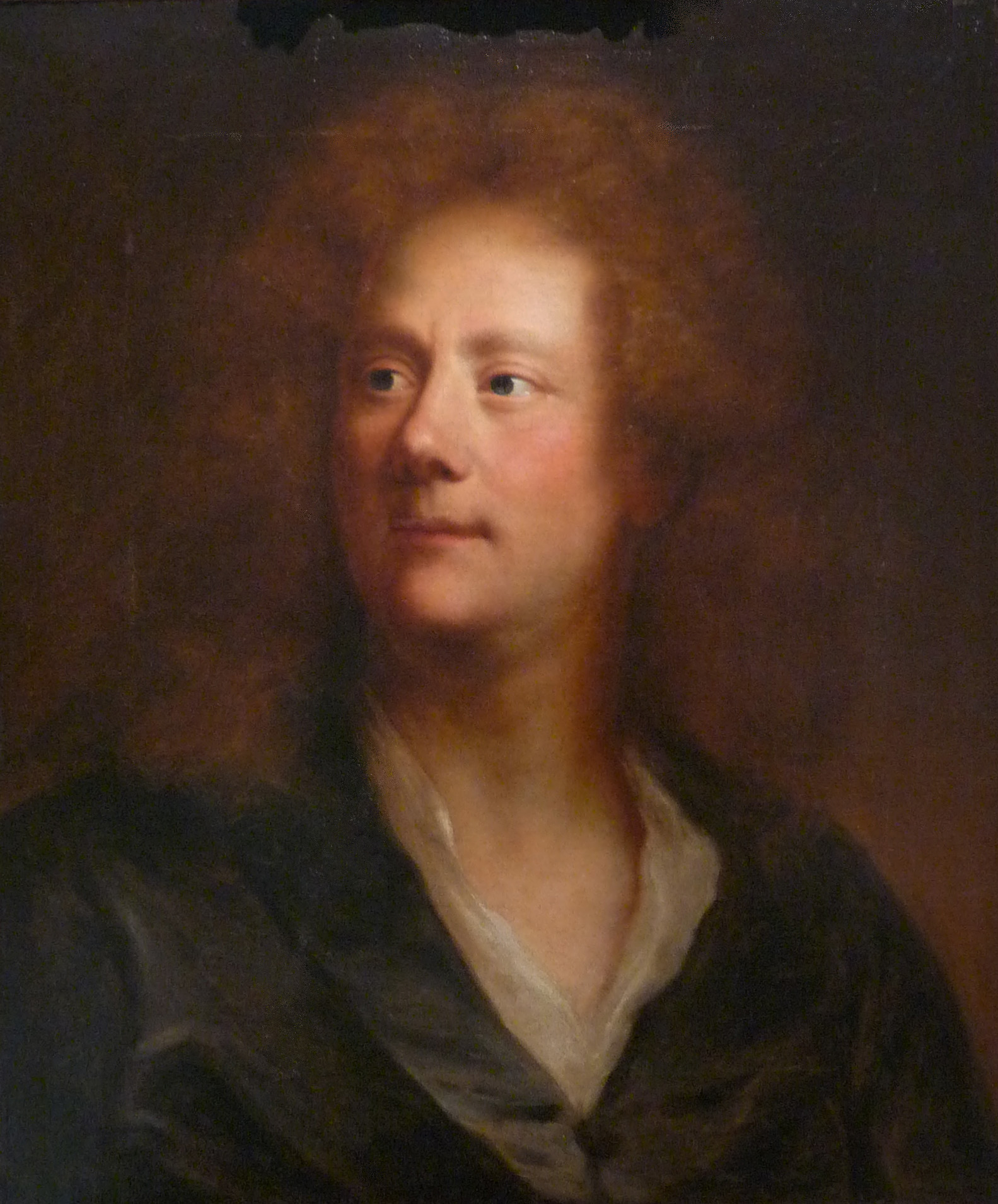
Portrait d'homme Mulhouse.
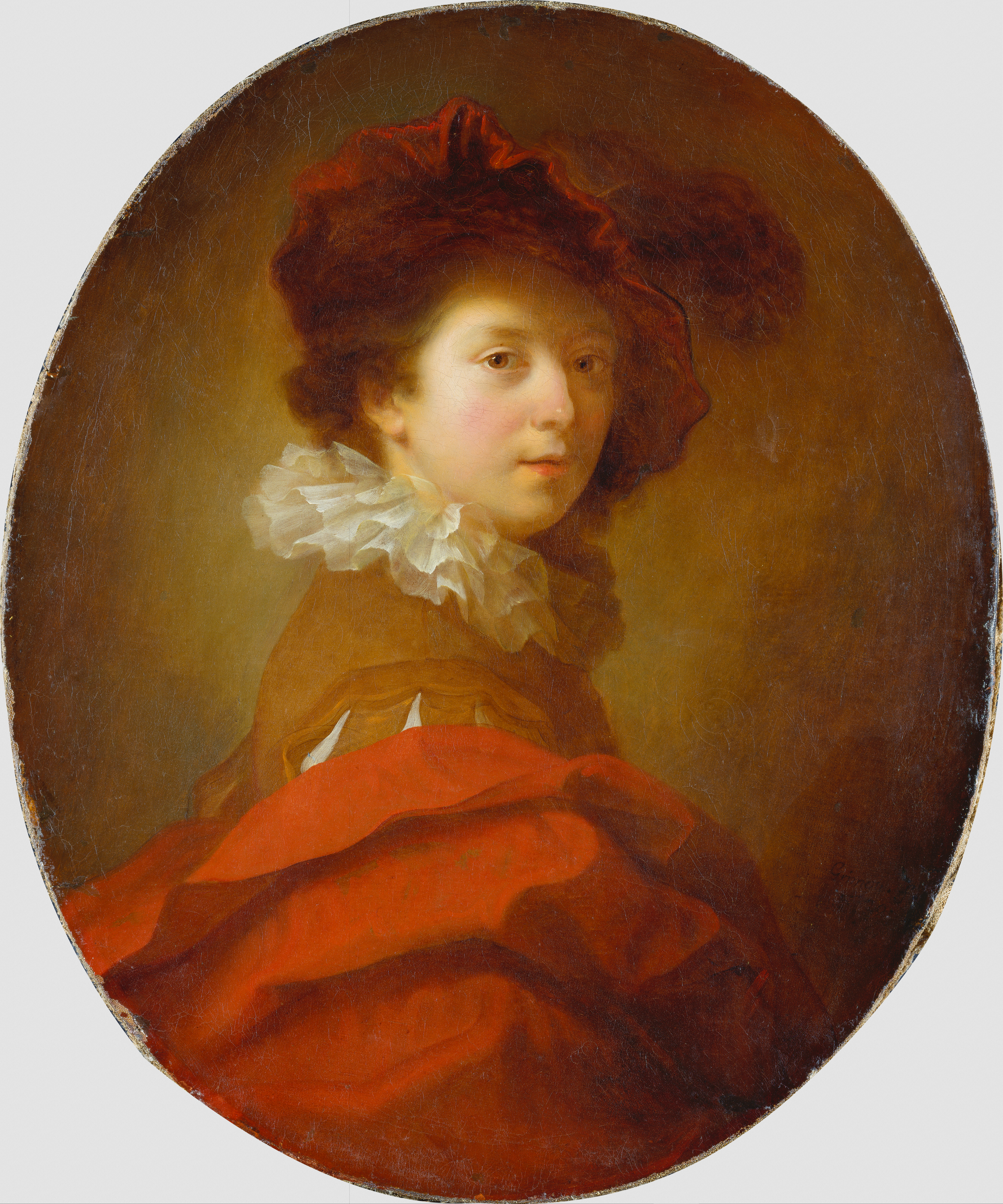
Jeune homme Francfort-sur-le-Main.
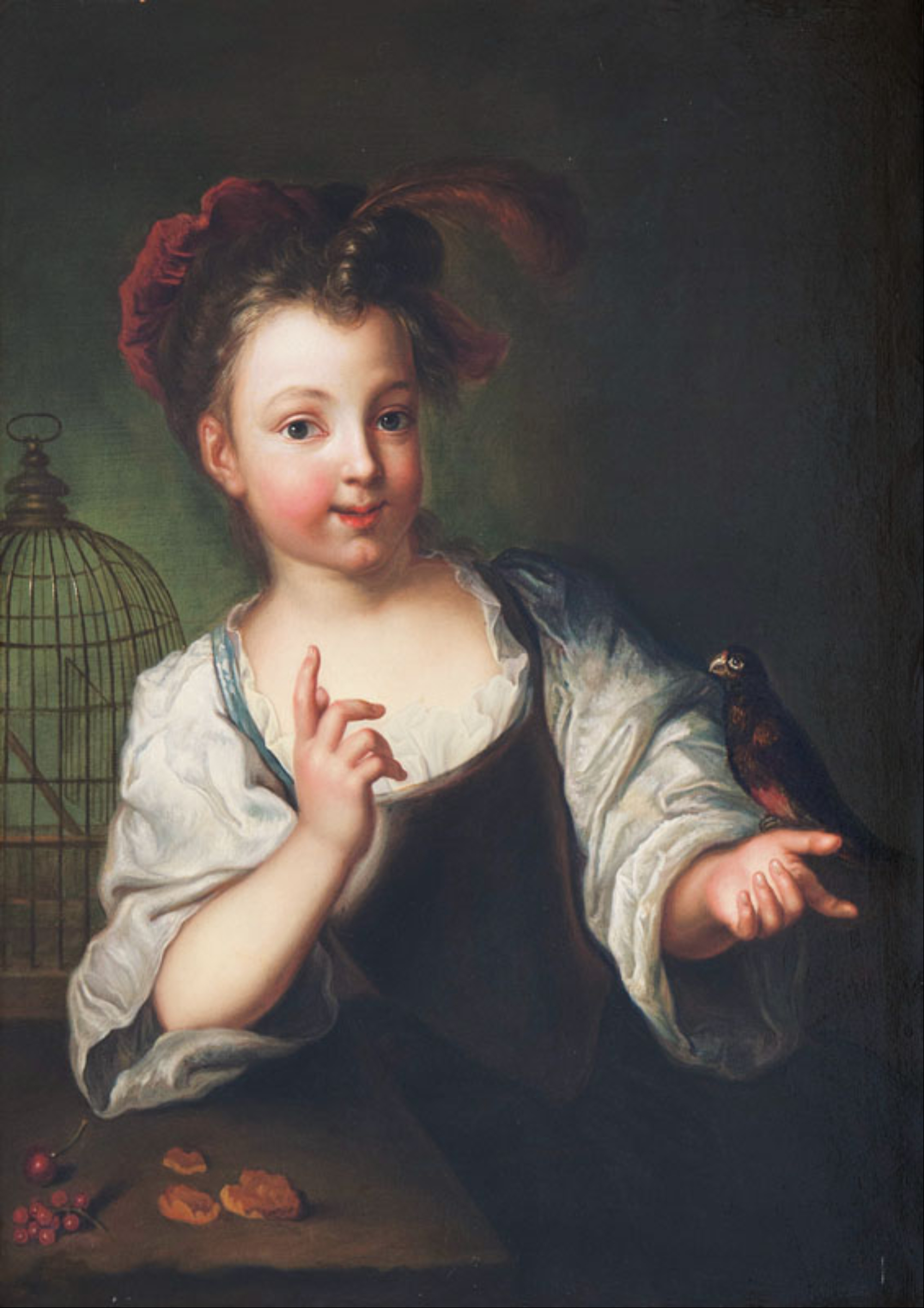
Jeune fille avec un oiseau Coll. particulière.

Attribués à Grimou :
- Les Quatre Âges de la vie (d'après Valentin de Boulogne), Musée des beaux-arts de Bordeaux[46] ;
- Inconnu revêtu d’une cuirasse et d’un casque, huile sur toile, 136 × 105 cm, Musée national du château de Versailles[47] ;
- Portrait d’homme (Attribution incertaine en 2014), huile sur toile, 52 × 39 cm, Musée Magnin, Dijon[48] ;
- Portrait d'un acteur en costume oriental (93 x 76 cm), proche d'une œuvre du peintre du musée Condé à Chantilly ; voir également le Portrait d'homme en costume oriental du Musée de Varsovie[49].

Est également attribuable à Grimou un double portrait de musiciens — un homme d'âge mûr jouant de la vielle à roue (?) et un plus jeune derrière lui, tenant un pipeau — conservé au château de Montreuil-Bellay.

## Fortune critique
La critique qu'en fait Charles Blanc dans l'Histoire des peintres en 1845 est assez sévère :  
« Son pinceau est doux et gras, et sa touche est molle, mais l'ensemble se détache avec force par l'effet du clair-obscur. Si ses modèles étaient mieux choisis, si ses personnages avaient du caractère ou qu'il sût leur en prêter, les études ou les portraits de Grimou seraient intéressants… Le sentiment de la couleur et du pittoresque lui fait rechercher des costumes de fantaisie qui rappellent quelquefois les oripeaux de Rembrandt. Il coiffe ses cent-suisses d'une toque de velours ornée de plumes et de pierreries, il leur met des pendants d'oreilles, de belles fraises à trois rangs un peu chiffonnées, il leur passe une écharpe jaune ou orange par-dessus la cuirasse, et, ainsi accoutrés, il se plait à les peindre ; il aime à rendre et à caresser les accessoires, sans qu'ils l'emportent pourtant sur les chairs. Si sa main n'était pas amollie par l'ivresse, ses plans seraient mieux indiqués, ses accents plus nets et plus fermes… »". 